# Dawid Kort
Dawid Kort (Stettino, 29 aprile 1995) è un calciatore polacco, centrocampista del Świt Stettino.

## Caratteristiche tecniche
È un centrocampista offensivo, in grado di giocare sia come mezzala che come trequartista. Occasionalmente, è stato schierato sulla fascia sinistra.

## Carriera

### Gli inizi al Pogoń e i vari prestiti
Cresce nelle giovanili del Pogon Szczecin, squadra della sua città, con cui debutta in Ekstraklasa a diciannove anni in occasione del match vinto per 4-0 contro il Piast Gliwice subentrando nei minuti finali a Takafumi Akahoshi. Nella stagione 2014-2015 passa in prestito in I liga, secondo livello del calcio polacco, al Flota Świnoujście, dove realizza anche i suoi primi gol da professionista. Nella stagione successiva viene nuovamente ceduto in prestito, questa volta al Bytovia Bytów, dove resta solo nel girone d'andata prima di fare ritorno al Pogoń.

### L'affermazione in Ekstraklasa
Con i portowcy disputa quasi tutte le gare una volta rientrato, realizzando anche il suo primo gol in massima serie nel match interno pareggiato per 2-2 contro il Cracovia. Il 2016-2017 si rivela la sua migliore stagione dal punto realizzativo, con sei reti all'attivo in ventiquattro match disputati che aiutano la squadra a piazzarsi nella parte sinistra della classifica. Nel 2017-2018 indossa per la prima volta la fascia da capitano del Pogoń, nel match vinto per 2-1 in trasferta contro il Piast Gliwice, club contro cui aveva debuttato quattro anni prima. 
Nel 2018-2019 viene acquistato dal Wisła Kraków, con cui ha un ottimo inizio condito da tre reti in venti gare giocate. A gennaio, complice la difficile situazione finanziaria della biała gwiazda viene ceduto assieme ad altri compagni di squadra, più precisamente all'Atromitos, in Grecia. 

### L'avventura greca ed il ritorno in Polonia
L'avventura straniera si rivela tuttavia deludente, con appena ventuno minuti disputati in cinque mesi, che lo spingono a fare ritorno in Polonia. Qui si accasa al Miedz Legnica, club appena retrocesso dall'Ekstraklasa, realizzando tre reti consecutive nei match contro Stomil Olsztyn, GKS Tychy e GKS Belchatow. Tuttavia ciò non basta per trattenerlo, e Kort passa all'Odra Opole. 
Al termine della stagione 2020-2021, dopo appena una stagione, l'Odra decide di non rinnovare il suo contratto.